# Hubert Lemper
Hubert Lemper (* 21. Dezember 1919 in Bergheim; † 19. Oktober 1990) war ein deutscher Politiker (SPD).

## Leben und Beruf
Nach dem Besuch der Volksschule absolvierte Lemper eine kaufmännische Lehre und arbeitete anschließend als kaufmännischer Angestellter. Er nahm in den Jahren 1939 bis 1945 als Soldat am Zweiten Weltkrieg teil und wurde als Bordfunker bei den Fernaufklärern eingesetzt. Nach einer Erblindung des linken Auges war er Bordfunker bei den Transportstaffeln. Seit November 1945 arbeitete er als Verwaltungsangestellter, ehe er im Juni 1949 die Beamtenlaufbahn einschlug. 1945 hatte er sich dem DGB angeschlossen. Lemper war verheiratet.

## Partei
Lemper trat im Jahr 1945 der SPD bei, war seit 1961 Vorsitzender eines Unterbezirks und seit 1962 Mitglied eines Bezirksvorstands.

## Abgeordneter
Lemper war in den Jahren 1956 bis 1961 Kreistagsmitglied des Kreises Bergheim (Erft). Dem Deutschen Bundestag gehörte er von 1961 bis 1972 an. Er war stets über die Landesliste der SPD Nordrhein-Westfalen ins Parlament eingezogen.